# Bernard Bonnejean
Bernard Bonnejean (pronunciato in francese, / bɔn'ʒɑ̃/; Ernée, 10 giugno 1950) è uno scrittore francese, specialista della poesia cattolica francese nel XIX secolo e XX secolo.

## Infanzia e gioventù
Bernard Bonnejean è il più giovane di 4 fratelli e 4 sorelle. Uno dei fratelli, Roger, morì poco dopo la nascita. I suoi antenati per parte di madre erano originari della Piccardia, mentre quelli dalla parte del padre provenivano dal Borbonese (in francese Bourbonnais). Alla fine del XIX secolo questi ultimi sono registrati nel dipartimento francese dell'Aisne, che si trova nella regione della Piccardia. Nel maggio del 1940, per sfuggire all'invasione tedesca, la famiglia trovò rifugio a Ernée. Nella primavera del 1959 si trasferì a Le Mans, dove il padre, Maurice, era un fabbro dell'Arsenale Militare. Nel 1965 Maurice, dopo essersi ritirato, si stabilì nel dipartimento della Mayenne con la moglie ed il figlio più giovane, Bernard.

## Carriera nell'insegnamento
Dopo aver conseguito la maturità francese (in francese, Baccalauréat o Bac), Bernard Bonnejean divenne insegnante nel scuola elementare e scuola media o scuola secondaria di primo grado. Titolare della laurea in Letteratura francese e in Cultura e Lingue classiche (greco, latino), certificato di letteratura moderna (« CAPES ») a Saint-Pierre-la-Cour, ha terminato la sua carriera come professore di liceo classico a Laval (Mayenne), titolare della agrégation della letteratura moderna. Ha conseguito il dottorato di ricerca dopo aver lasciato la professione di insegnante.
È stato anche segretario dell'Association mayennaise et partage (AMEP), dal 1975 al 2001, il cui obiettivo principale era quello di insegnare artigianato alle giovani ragazze-madri in Camerun, per prevenirne la prostituzione.
È stato il fondatore e presidente dell'Association Lycée en poésie (Liceo nel poesia).

## Attività di ricerca e di scrittura
Nel 1996 Bernard Bonnejean divenne noto nei circoli accademici come un ardente difensore del cattolicesimo vero di Paul Verlaine. Egli sostenne la qualità letteraria e spirituale della raccolta Liturgies intimes (1892).
Un altro obiettivo fu quello di dare una spiegazione razionale all'improvvisa e apparentemente illogica metamorfosi di Joris-Karl Huysmans, dal naturalismo ateo alla conversione al cattolicesimo.
È stato uno dei primi a rendere giustizia alla poesia di Santa Teresa del Bambino Gesù alla quale ha dedicato uno studio dettagliato e completo.
La tesi di dottorato di ricerca su Les Poètes français d'inspiration catholique de Verlaine à Péguy, 1870-1914 (I poeti cattolici francesi da Verlaine a Péguy, 1870-1914), è stata redatta nel 2003 a Rennes-II—Villejean